# Hemiphileurus parvus
Hemiphileurus parvus är en skalbaggsart som beskrevs av Dupuis och Roger Paul Dechambre 2000. Hemiphileurus parvus ingår i släktet Hemiphileurus och familjen Dynastidae. Inga underarter finns listade i Catalogue of Life.